# Heteropoda teranganica
Heteropoda teranganica är en spindelart som beskrevs av Embrik Strand 1911. Heteropoda teranganica ingår i släktet Heteropoda och familjen jättekrabbspindlar. Inga underarter finns listade i Catalogue of Life.